# هيرنان بيريز
هيرنان بيريز (بالإسبانية: Hernán Pérez)‏ هو لاعب كرة قاعدة فنزويلي، ولد في 26 مارس 1991 في ولاية أراغوا في فنزويلا.

## وصلات خارجية
- هيرنان بيريز على موقع دوري كرة القاعدة الرئيسي (الإنجليزية)
- هيرنان بيريز على موقعبيزبول رفرنس.كوم (الدوري الرئيسي) (الإنجليزية)
- هيرنان بيريز على موقعبيزبول رفرنس.كوم (الدوري الثانوي) (الإنجليزية)
- هيرنان بيريز على موقع إي إس بي إن.كوم (أم.أل.بي) (الإنجليزية)
- هيرنان بيريز على موقع مشجعي الرسوم البيانية (الإنجليزية)